# Brennan Heart
Fabian Bohn (* 2. března 1982), známější pod jménem Brennan Heart, je nizozemský DJ a producent hardstyle. Experimentoval s několika hudebními styly jako techno, hardtrance a techtrance. Následně se zaměřil na hardstyle a vytvořil svůj univerzální zvuk. Brennan Heart je průkopníkem tohoto zvuku, se skladbou „Just As Easy“ založil nové pokračování pro hardstyle a otevřel tak dveře novému publiku. Je tvůrcem hymny „Fueled by Fanatics“ pro festival Decibel outdoor 2018. V roce 2009 vydal své první album s názvem Musical Impressions. Založil sublabel M!D!FY společně s Dov Elkabas na labelu Scantraxx Records. Vytvořil hymnu pro festival Defqon.1 2007. Je hlavní hvězdou společnosti Q-Dance, která pořádá hardstyle a hardcore festivaly v Nizozemsku.

## Diskografie
| Skladba                                                    | Tvůrci                                       | Rok  | Vydavatel              |
| ---------------------------------------------------------- | -------------------------------------------- | ---- | ---------------------- |
| Payback                                                    | The Prophet & Brennan Heart                  | 2006 | M!D!FY                 |
| Evolut!on Of Style                                         | Brennan Heart                                | 2006 | M!D!FY                 |
| Rev!val X                                                  | Brennan Heart                                | 2006 | M!D!FY                 |
| One Blade                                                  | Blademasterz                                 | 2007 | M!D!FY                 |
| Rush The Rmx                                               | Brennan Heart                                | 2007 | M!D!FY                 |
| Get Wasted (Defqon.1 Festival Anthem 2007)                 | Brennan Heart                                | 2007 | Q-Dance                |
| Faith In Your DJ                                           | Brennan Heart                                | 2008 | M!D!FY                 |
| Fearless / Wooloomooloo                                    | Brennan Heart Meets Clive King               | 2008 | M!D!FY                 |
| Memento / Remember, Remember...                            | Brennan Heart                                | 2008 | M!D!FY                 |
| Home / Homeless                                            | Brennan Heart Ft. Shanokee                   | 2008 | M!D!FY                 |
| Musical Impressions                                        | Brennan Heart                                | 2009 | Cloud 9 Dance          |
| Musical Impressions Album Sampler 001                      | Brennan Heart                                | 2009 | M!D!FY                 |
| Musical Impressions Album Sampler 002                      | Brennan Heart                                | 2009 | M!D!FY                 |
| Musical Impressions Album Sampler 003                      | Brennan Heart                                | 2009 | M!D!FY                 |
| City Of Intensity (Decibel Anthem 2009)                    | Brennan Heart                                | 2009 | M!D!FY                 |
| Faith In Your DJ Tool (Blademasterz DFQN RMX)              | Brennan Heart                                | 2009 | Self Released          |
| Blending Harder Styles                                     | The Viper & G-Town Madness vs. Brennan Heart | 2010 | Viper Beatz            |
| M!D!F!LEZ (DJ Tools Only)                                  | Brennan Heart                                | 2010 | Scantraxx              |
| M!D!F!LEZ Sampler                                          | Brennan Heart                                | 2010 | M!D!FY                 |
| M!D!F!LEZ Sampler 002                                      | Brennan Heart                                | 2010 | M!D!FY Digital         |
| M!D!F!LEZ Sampler 003                                      | Brennan Heart                                | 2010 | M!D!FY Digital         |
| M!D!F!LEZ Sampler 004                                      | Brennan Heart                                | 2010 | M!D!FY Digital         |
| Album Sampler 005                                          | Brennan Heart                                | 2010 | M!D!FY Digital         |
| Revelations (Reverze 2010 Anthem)                          | Brennan Heart                                | 2010 | M!D!FY                 |
| Muscial Impressions Album Sampler 004                      | Brennan Heart                                | 2010 | M!D!FY                 |
| Alternate Reality (Qlimax Anthem 2010)                     | Brennan Heart                                | 2010 | Q-Dance                |
| Qlimax - In An Alternate Reality                           | Brennan Heart                                | 2010 | Cloud 9 Dance, Q-Dance |
| Light The Fire (2011 Mix)                                  | Brennan Heart                                | 2011 | M!D!FY                 |
| Wake Up (Prophet's Hardcore Remuxx)                        | The Prophet & Brennan Heart                  | 2011 | Self Released          |
| Memento / Musical Impressions (The Remixes)                | Brennan Heart                                | 2011 | M!D!FY                 |
| M!D!F!LEZ Sampler 005                                      | Brennan Heart                                | 2011 | M!D!FY Digital         |
| Wake Up! / Till U Believe It / Face The Enemy (Zany Remix) | Brennan Heart & The Prophet                  | 2011 | M!D!FY                 |
| Bang The Bass                                              | Zany & Brennan Heart                         | 2011 | Fusion Records         |
| What's It Gonna Be / Running Late                          | Brennan Heart                                | 2012 | Brennan Heart Music    |
| Life That We Dream Of (City2City)                          | Brennan Heart                                | 2012 | Brennan Heart Music    |
| Running Late / Lift Me Up                                  | Brennan Heart                                | 2012 | Brennan Heart Music    |
| We Can Escape (Intents Anthem 2012)                        | Brennan Heart                                | 2012 | Brennan Heart Music    |
| Lose My Mind                                               | Brennan Heart & Wildstylez                   | 2012 | Brennan Heart Music    |
| Decibel 2013                                               | Brennan Heart, Tha Playah & Fatima Hajji     | 2013 | Be Yourself Music      |
| Freaqshow (2012 Anthem)                                    | Brennan Heart                                | 2013 | Q-Dance                |
| Never Break Me                                             | Brennan Heart                                | 2013 | Brennan Heart Music    |
| Imaginary                                                  | Brennan Heart & Jonathan Mendelsohn          | 2013 | WE R                   |
| F.I.F.O.                                                   | Brennan Heart                                | 2013 | WE R                   |
| Evolution Of Style                                         | Brennan Heart                                | 2014 | WE R                   |
| Fight The Resistance                                       | Brennan Heart & Zatox                        | 2014 | WE R                   |
| Never Break Me (Toneshifterz Remix)                        | Brennan Heart                                | 2014 | WE R                   |
| Tonight Will Never Die                                     | Brennan Heart & Code Black                   | 2014 | WE R                   |
| Lies Or Truth                                              | Brennan Heart & Wildstylez                   | 2015 | Be Yourself Music      |